# Panasonic Lumix DMC-FT1
Lumix DMC-FT2
Le Panasonic Lumix DMC-FT1 est un appareil photo numérique compact « tout terrain » haut de gamme commercialisé par Panasonic à partir de mars 2009. Il est le premier de la marque à être anti-chocs et étanche, répondant ainsi à la concurrence dans un segment commercial alors nouveau.
À son lancement, il a été décliné en quatre coloris (vert sombre, orange vif, bleu marine et gris). Il a été par la suite remplacé par le modèle FT2, un peu plus d'une année après son lancement, puis par une version plus abordable mais moins performante, le FT10.

## Historique

### Contexte
Au cours des années 2000, les acteurs du marché des compacts numériques se livraient bataille dans plusieurs domaines : course aux mégapixels puis amélioration de la sensibilité ISO, et d'autres capacités techniques, sans convaincre efficacement le public. Parallèlement, à la fin des années 2000, un essoufflement du segment des compacts est apparu au profit des téléphones portables dont les performances des capteurs et des micrologiciels autorisent des clichés dont la qualité satisfait un nombre croissant d'utilisateurs,.
Dès lors, certains constructeurs ont tenté une innovation non pas basée sur les performances, mais sur la capacité d'utilisation des appareils dans des milieux trop risqués pour des modèles conventionnels. Olympus a ouvert la voie en proposant un appareil étanche (sans caisson) et résistant aux chocs, avec ses Stylus Tough 6000 et 8000 sortis quasi-simultanément début janvier 2009. Durant le même trimestre était aussi commercialisé le Canon PowerShot D10. Panasonic, en tant que concurrent devait alors répondre en développant sa propre gamme, ce que feront également d'autres marques.

### Lancement
Deux spots de publicité ont été réalisés par l'agence The Campaign Palace pour le compte de Panasonic en Nouvelle-Zélande. Les spots publicitaires mettent en scène un randonneur en milieu sauvage. Dans le premier spot (49 s), après avoir pris en photo le paysage, il constate qu'il n'est pas à même de saisir un autoportrait avec le paysage en arrière-plan. Il sollicite alors un passant, et jette son appareil sur l'autre berge de la rivière par ricochet, sous l'air stupéfait du récepteur. Celui-ci prend le cliché, mais ne parvient pas à retransmettre l'objet par ricochet qui tombe au milieu de la rivière. Le second reprend (31 s) le même personnage, dont on voit toutes les photos et vidéos défiler lors de sa randonnée. En dézoomant, on comprend alors que ce sont deux secouristes qui visionnent le contenu de l'appareil photo, laissant le corps du randonneur de côté. Outre la mise en avant de la robustesse et de la qualité des prises de vue, Panasonic axe cette campagne de publicité sous une tonalité humoristique. D'autres vidéos promotionnelles mettant l'appareil photo dans des conditions d'utilisations difficiles seront par ailleurs publiées sur YouTube,,,,,.
Le produit répondant au nom de « DMC-FT1 » en Europe et « DMC-TS1 » aux États-Unis a été lancé à plusieurs dates et à un prix de lancement plutôt élevé, explicable par le positionnement en haut de gamme, voulant s'établir comme la vitrine technologique d'un nouveau segment, tant pour Panasonic que par rapport à la concurrence.
| Pays        | Date de sortie  | Prix       |
| ----------- | --------------- | ---------- |
| France      | fin mars 2009   | 399 €      |
| Allemagne   | début mars 2009 | 399 €      |
| Espagne     | avril 2009      | 400 €      |
| Royaume-Uni | 24 juin 2009    | 260 £      |
| Australie   | avril 2009      | 659 $A     |
| Russie      | 1er mars 2009   | 15 450 руб |
| Japon       | 6 mars 2009     | 43 000 ¥   |
| Chine       | 6 mars 2010     | 3 570 元   |
| États-Unis  | mai 2009        | 399,95 $   |

### Réception
| Forum              | Note   |
| ------------------ | ------ |
| alatest            | 86/100 |
| Ere Numérique      | 8.5/10 |
| 01net              | 10/10  |
| Les Numeriques     | 10/10  |
| AbsolutPhoto       | 8/10   |
| Cnet.com.au        | 8/10   |
| photoreview.com.au | 9/10   |
| zoom.cnews.ru      | 8,4/10 |

La robustesse de l'engin étant une originalité à sa sortie, l'appareil passe les diverses épreuves de résistance concoctées par les sites-testeurs, tout respectant les limites officielles. Le site 01net apprécie le fait qu'il ne nécessite pas la moindre attention. En revanche, tous les testeurs ont noté la non-flottabilité de l'engin, problématique en utilisation aquatique.
En matière de qualité photographique, les avis diffèrent quelque peu. Sans exceller dans ce domaine, l'appareil propose des clichés convenables. En effet, la gestion du bruit est très bonne jusqu'à 400 ISO, tandis que le firmware réduit efficacement l'aberration chromatique. La stabilisation optique s'avère correcte, et permet une prise de vue nette jusqu'au dixième de seconde. Cependant, plusieurs points perfectibles lui ont été trouvés, notamment la cadence faible des rafales, l'absence du format RAW, un manque de piqué et de luminosité sans zoom ainsi qu'une colorimétrie légèrement déplacée. Ces défauts peuvent être expliqués par les contraintes de place pour intégrer le capteur et ses mécanismes. 01net salue un « beau travail d'intégration ».
Réponses Photo, un magazine spécialisé, observe un design très inspiré d'un modèle d'Olympus et regrette l'absence généralisée de viseur optique malgré un écran lisible en extérieur et une interface efficace. Dans son test, la rédaction déplore la non-protection de l'objectif qui doit être nettoyé bien trop souvent, en raison des traces de doigts entre autres. Outre l'autonomie jugée très bonne, sur le plan technique, les tests de l'objectif mettent en avant une distorsion maximale (28 mm) de 0,5 % et un vignetage maximum (28 mm f3,3) négligeable. Enfin sont aussi classés dans les points négatifs la qualité d'image en fort zoom et le bruit du capteur.
La qualité de l'enregistrement vidéo a été applaudie par une grande majorité de site testeurs,,,.

### Remplacement et perfectionnement
Après un an de service et deux mises à jour du firmware, le modèle trouve un successeur, le FT2, techniquement plus poussé ; la résistance aux chutes passant d'un mètre cinquante à deux mètres, l'étanchéité de trois à dix mètres, la définition du capteur de douze à 14,5 mégapixels et il intègre une nouvelle génération de stabilisateur optique et de processeur. Les grandes lignes du design ont été reprises, mais des protections latérales ont été ajoutées. Cela vient probablement des critiques et des problèmes d'étanchéité rencontrés par certains utilisateurs. Enfin, un modèle similaire plus abordable que le FT1 a été commercialisé à partir de l'été 2010, synthétisant l'expérience acquise par le constructeur : il s'agit du FT10.
Par la suite, Panasonic a commercialisé le FT3, dont le désigne a évolué. La partie droite est plus épaisse, ce qui permet une meilleure prise en main. Ce côté droit voit aussi la fusion des deux trappes des FT1 et FT2 dans laquelle se loge batterie, carte mémoire, et port USB/HDMI. Cela permet de renforcer l'étanchéité en supprimant une ouverture. Le FT3 remplace également la glissoire du zoom et la molette de sélection des scènes par des boutons, plus résistants aux corps étrangers. En janvier 2012, sort le FT4, dont l'étanchéité passe à douze mètres. Celui-ci est remplacé l'année suivante par le FT5, dont l'étanchéité augmente d'un mètre, tandis que le capteur évolue vers les 16 mégapixels.

## Conception et caractéristiques

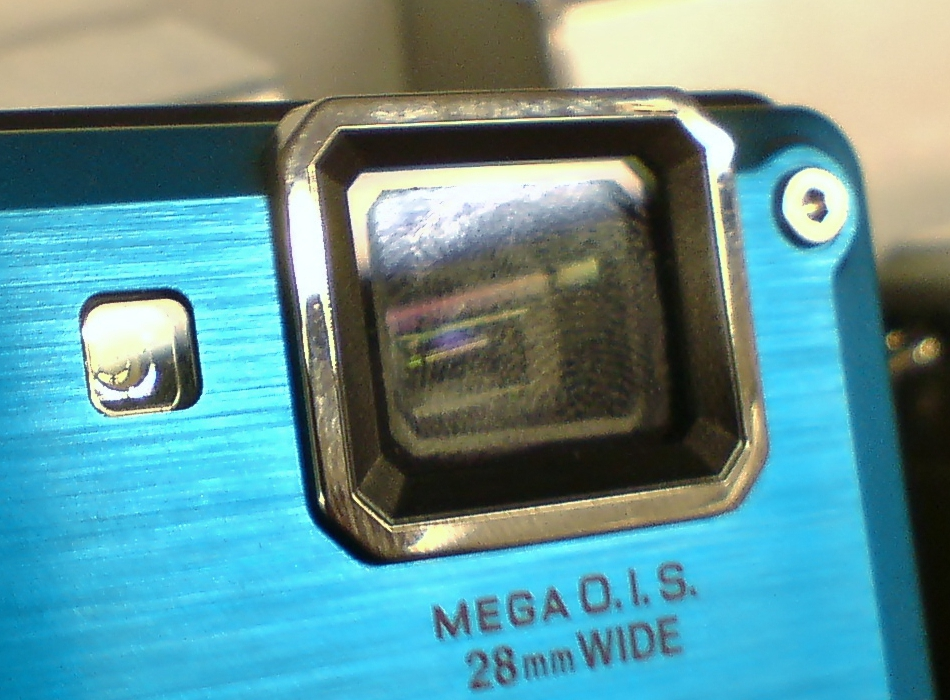
L'objectif n'étant pas protégé, les traces de doigt sont fréquentes.

### Morphologie
Fabriqué au Japon et décliné en quatre coloris (vert, bleu, orange et gris), l'appareil photo se fait remarquer par son look « baroudeur ». Celui-ci est dû à la coque en aluminium brossé aux vis apparentes, qui domine toute la façade avant et qui entoure tout l'écran à l'arrière. Latéralement, l'appareil est protégé par une frise en plastique rigide noir, qui permet d'amortir les chutes. Dans cette optique, les arêtes sont chanfreinées pour que l'ensemble ait tendance à rouler plutôt qu'à se stopper net. Par ailleurs, l'objectif ne dépasse de la coque afin de minimiser sa vulnérabilité. Sur la partie avant, l'objectif est placé dans le coin supérieur droit, avec la LED de mise au point et le flash à gauche. Cette construction lui permet de satisfaire aux critères d'exigences de la norme IP58. L'IP (pour Indice de Protection) est fait de deux chiffres, les dizaines se rapportant à la poussière, les unités à l'étanchéité. Le degré de résistance à la saleté décrit dans sa déclinaison « 5x » comme « Limited dust ingress protection » (« Protection limitée contre la poussière ») et en « x8 » comme « long term immersion to a specified pressure » (« longue immersion à une pression spécifiée »). Enfin, le FT1 passe aussi positivement la MIL-STD 810 (en)F Method 516.5-Shock qui certifie la capacité d'encaisser des « chute[s] d'une hauteur d'un mètre et demi sur un contreplaqué d'une épaisseur de 5 cm ».
Du reste, figurent les inscriptions « LUMIX » en relief ciselé (centre gauche), « AVCHD lite » en peinture blanche en dessous, ainsi que le logo du constructeur de l'optique (Leica) dans le coin inférieur droit. Quant à la partie opposée, elle est coupée aux trois quarts par un écran de 2,3 ", et au reste par les commandes des paramètres.
Sur l'épaisseur, en partie supérieure, sont placées les commandes de mise sous tension, de zoom et de prise de vue, ainsi que le microphone. Sur le champ gauche, on distingue la trappe pour les connectiques USB et HDMI et l'accroche dragonne. La face du bas laisse apparaître la fiche signalétique, le pas de vis pour trépied et une trappe où se logent la batterie et la carte mémoire.
Panasonic a livré quelques détails quant à la résistance de l'appareil en précisant qu'il était doté
« [de] joints de caoutchouc, [de] verre renforcé et [de] résines de carbone à l’intérieur [qui] protègent le boîtier hermétique contre la pénétration de l'eau, de la poussière et du sable. »

### Spécifications techniques

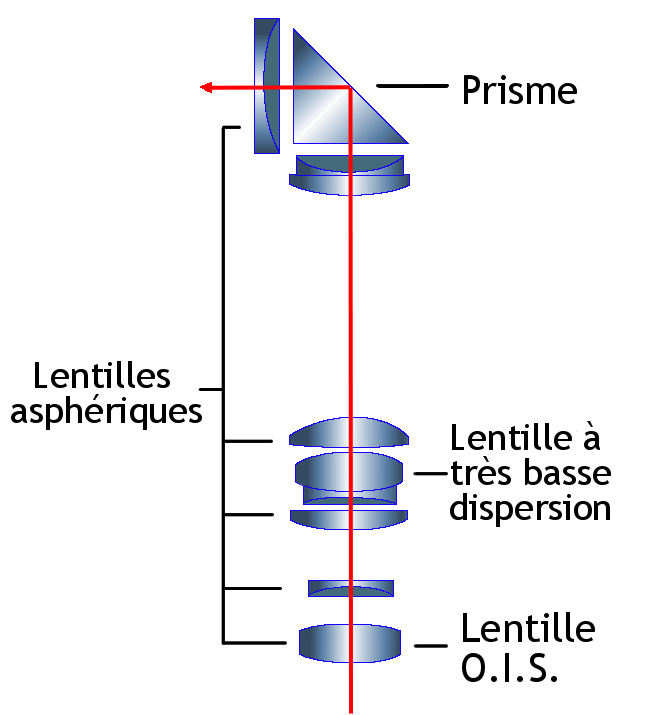
Architecture de l'objectif et de la partie optique. L'ensemble tient dans une épaisseur d'environ deux centimètres.

Le FT1 est un modèle haut de gamme, et offre de ce fait des caractéristiques plus poussées que de la part de ses concurrents. Sur cet appareil, les contraintes d'une partie optique réduite ont su être dépassées. Cette partie est composée d'un objectif grand angle 28 mm DC Vario-Elmar de Leica offrant une ouverture focale comprise entre f/3.3 et 5.9, ce qui équivaut en 35 mm à 28-128. Cette optique comporte 10 éléments en 8 groupes, avec une lentille en verre à très faible dispersion et cinq lentilles asphériques permettant de réaliser une performance optique élevée tout en conservant le caractère compact de l'appareil.
Globalement, ce mécanisme permet un agrandissement optique de 4,6x, complété par un zoom numérique, permettant un zoom total maximum de 18,6x, tout en offrant une définition de douze mégapixels en 4/3. Cette définition permet aisément de gommer les imperfections en traitement informatique. L'image est transmise de l'objectif sur un capteur CCD 1/2.33" de 12,1 mégapixels. Le processeur d'image dont l'appareil est doté est un Venus engine HD, processeur double cœur.
Le firmware propose une plage de sensibilité ISO de 80-6 400, des temps d'exposition s'étalant de 1/1 600 à 60 s, ainsi que plusieurs modes d'affinages des couleurs ajoutés aux six balances des blancs. Le mode anti-mouvement est également paramétrable manuellement. Du reste, on retrouve l'habituel choix des modes (auto/manuel/sport/neige/plage/bloque-note) et des scènes, déclinées en vingt-quatre choix.
Le mode rafale permet une cadence de deux photos par seconde en plein format et près de 10 en VGA. Cependant, les performances de la carte mémoire jouent un grand rôle dans ce type d'utilisation.
Le mode d'enregistrement vidéo délivre des films en AVCHD light, ou en MOV, à 720p (1 280 × 720) en trente images par seconde. L'enregistrement vidéo garde la fonction de mise au point automatique, ce qui autorise de filmer de près des objets de petite taille.

## Accessoires fournis
Le packaging (185 × 140 × 80 mm) qui reprend le design des autres modèles propose l'appareil dans un présentoir en plastique emballé dans un sachet de microfibre. Il contient aussi la batterie et son chargeur, le câble USB, le câble HDMI ainsi qu'une mini-brosse, tous emballés séparément. Une dragonne est également incluse. Le tout est accompagné des manuels et notices, du CD d'installation et du CD contenant les logiciels PHOTOfunSTUDIO 3.0 d'ArcSoft et Quicktime. Cependant, le contenu de la boîte peut varier selon les pays.

## Limites

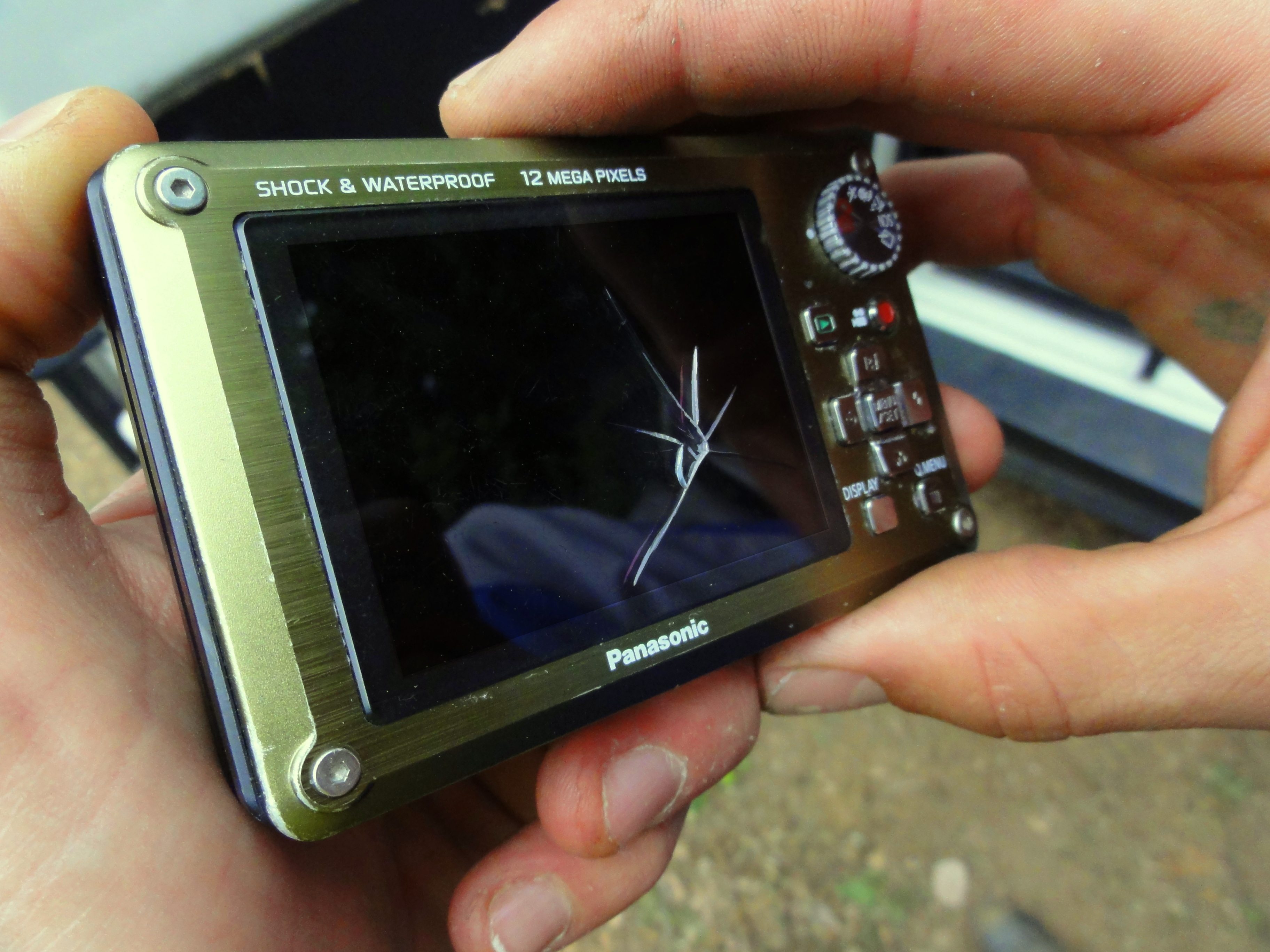
L'appareil est tombé d'une dizaine de centimètres sur un crochet d'attelage en plein sur l'écran, et n'a pas résisté à une chute accidentelle d'un mètre cinquante.

Les spécifications de la résistance de l'objet ne garantissent pas une sécurité totale. Le manuel de l'appareil l'explicite clairement. La certification IP58 — qui est de trois mètres pour 60 minutes pour l'appareil — est relativisée : « Cela ne garantit pas la non-destruction, le bon fonctionnement, où l'imperméabilité sous toutes les conditions. » Ainsi, une immersion de plus de trois mètres, de plus de 60 minutes ou un lavage haute pression n'entrent pas dans des conditions normales d'utilisation. Il en va de même pour la résistance aux chocs où la même précision est ajoutée.
Outre les spécifications officielles et les mises en garde, l'appareil photo peut être victime de casse ou d'avaries dans le cadre de ses limitations. En effet, des problèmes d'étanchéité ont été publiés sur internet : certains modèles (orange) ont pris l'eau, et de la buée s'est introduite à l'intérieur de l'objectif,. Ces phénomènes trouveraient parfois leurs origines dans un vieillissement prématuré de la coque, ou d'autres phénomènes de corrosion. 
Par ailleurs, la MIL-STD 810F Method 516.5-Shock est discutable puisqu'elle teste la chute sur une matière à la dureté limitée, voire à une certaine souplesse. Si l'on peut comparer cinq centimètres de contreplaqué à de la terre battue, il est évident qu'un revêtement bétonné, qu'un trottoir ou qu'un escalier en granit aura une dureté plus importante, et que par conséquent une chute sera plus dangereuse. Le constructeur recommande de ce fait malgré tout l'utilisation d'un étui de transport robuste afin de protéger l'appareil des chocs. Enfin, l'écran LCD est fragile par définition.